# 藤林秀麿
藤林 秀麿（ふじばやし ひでまろ、1972年10月1日 - ）は、京都府出身のゲームクリエイター。任天堂株式会社に所属。

## 経歴
任天堂に所属する以前にはカプコンの第一開発部に在籍し、『学校のコワイうわさ 花子さんがきた!!』（1995年）等の制作に参加。後に、カプコンが企画・開発した任天堂発売のソフト『ゼルダの伝説 ふしぎの木の実』（2001年）などのゼルダの伝説シリーズでディレクターとプランナーを務める。
その後カプコンを退社して任天堂へ移籍し、『ゼルダの伝説 夢幻の砂時計』（2007年）のサブディレクターを担当。『ゼルダの伝説 スカイウォードソード』（2011年）より3Dシリーズ作品のディレクターとして開発全体を指揮している。2023年12月には、アメリカの雑誌「Variety」において「世界のメディア業界を創るビジネスリーダー500人（Variety500）」に選出されている。

## 作品
カプコン在籍時
- 学校のコワイうわさ 花子さんがきた!!（1995年）：プランナー[2]
- 井出洋介名人の新実戦麻雀（1996年）：プランナー[2]
- マジカルテトリスチャレンジ featuring ミッキー（1998年）：ディレクター、プランナー[2]
- テトリスアドベンチャー すすめミッキーとなかまたち（1999年）：ディレクター、プランナー[2]
- ゼルダの伝説 ふしぎの木の実 大地の章 / 時空の章（2001年）：ディレクター、プランナー[2]
- ゼルダの伝説 神々のトライフォース&4つの剣（2002年）：ディレクター、プランナー（4つの剣）
- ゼルダの伝説 ふしぎのぼうし（2004年）：ディレクター、プランナー

任天堂在籍時
- ゼルダの伝説 夢幻の砂時計（2007年）：サブディレクター（シナリオ、対戦モード等を担当）[1][4]
- ゼルダの伝説 スカイウォードソード（2011年）：ディレクター[5]
- ゼルダの伝説 ブレス オブ ザ ワイルド（2017年）：ディレクター[6]
- ゼルダ無双 厄災の黙示録（2020年）：シナリオスーパーバイザー
- ゼルダの伝説 ティアーズ オブ ザ キングダム（2023年）：ディレクター